# Frouville
 Frouville  es una población y comuna francesa, en la región de Isla de Francia, departamento de Valle del Oise, en el distrito de Pontoise y cantón de La Vallée-du-Sausseron.

## Demografía
| 223 | 215 | 225 | 241 | 326 | 373 |
| Para los censos de 1962 a 1999 la población legal corresponde a la población sin duplicidades (Fuente: INSEE [Consultar]) |     |     |     |     |     |